# Kim Hak-min
Kim Hak-min (coreano: 김학민; Suwon, 4 settembre 1983) è un pallavolista sudcoreano.
Gioca nel ruolo di schiacciatore nei Korean Air Jumbos.

## Carriera
La carriera di Kim Hak-min inizia nei tornei scolastici sudcoreani, prima di giocare a livello universitario per la Kyung Hee University: al termine della carriera universitaria, nel 2006, riceve inoltre le prime convocazioni nella nazionale sudcoreana. Nel 2006 viene selezionato come prima scelta al primo turno del draft dai Korean Air Jumbos, esordendo così in V-League nella stagione 2006-07, venendo premiato come miglior esordiente del torneo, per poi aggiudicarsi il primo trofeo della propria carriera, vincendo la Coppa KOVO 2007; nella stagione successiva raggiunge invece le finali scudetto.
Nelle annate successive si classifica due volte consecutive al terzo posto in campionato, prima di tornare in finale scudetto nel campionato 2010-11, nel quale conquista anche la Coppa KOVO 2011, ciò nonostante fa incetta di premi individuali, ricevendo anche diversi titoli di MVP in campionato, oltre che quello in coppa nazionale; con la nazionale vince la medaglia di bronzo ai XVI Giochi asiatici. Raggiunge altre due finali scudetto nei campionati 2011-12 e 2012-13, perse sempre contro i Samsung Bluefangs, ma, nonostante le sconfitte, ricevi ancora due titoli di miglior giocatore in campionato.
Dopo aver annunciato il proprio ritiro dalla pallavolo giocata, dopo circa un anno e mezzo di inattività, torna in campo nel gennaio 2015, disputando la fase finale della stagione 2014-15, sempre coi Korean Air Jumbos.

## Palmarès

### Club
- Coppa KOVO: 2

2007, 2011

### Nazionale (competizioni minori)
- Giochi asiatici 2010

### Premi individuali
- 2007 - V-League: Miglior esordiente
- 2009 - V-League: MVP 1º round
- 2011 - V-League: MVP della Regular season
- 2011 - V-League: MVP di dicembre
- 2011 - V-League: Miglior attaccante
- 2011 - Coppa KOVO: MVP
- 2012 - V-League: MVP 4º round
- 2013 - V-League: MVP 6º round
- 2016 - V-League: MVP 3º round
- 2017 - V-League: MVP 5º round